# 自然環境局
自然環境局（しぜんかんきょうきょく）は、日本の環境省の内部部局の一つ。自然環境の保全、自然再生、自然とのふれあいの推進、野生生物の保護管理等に関する政策をおこなっている。

## 主な職務
- 自然環境の保護及び整備に関する基本的な政策の企画及び立案並びに推進に関すること（地球環境局の所掌に属するものを除く）。
- 自然環境の保護及び整備に関する関係行政機関の事務の調整に関すること（地球環境局の所掌に属するものを除く）。
- 南極地域の環境の保護に関すること[1]。
- 自然環境が優れた状態を維持している地域における当該自然環境の保全に関すること。
- 自然公園及び温泉の保護及び整備並びにこれらに関する事業の振興に関すること。
- 景勝地及び休養地並びに公園（都市計画上の公園を除く[2]）の整備に関すること。
- 皇居外苑、京都御苑及び新宿御苑並びに千鳥ケ淵戦没者墓苑（増設納骨室[3]を除く）の維持及び管理に関すること。
- 野生動植物の種の保存、野生鳥獣の保護及び狩猟の適正化その他生物の多様性の確保に関すること。
- 人の飼養に係る動物の愛護並びに当該動物による人の生命、身体及び財産に対する侵害の防止に関すること[4]。
- 自然環境の健全な利用のための活動の増進に関すること。
- 環境の保全の観点からの森林及び緑地の保全に関する基準等の策定及び規制等に関すること。
- 環境の保全の観点からの河川及び湖沼の保全に関する基準等の策定及び規制等に関すること（自然環境の保護及び整備のために行うものに限る[5]）。
- 前各号に掲げるもののほか、専ら自然環境の保護及び整備を目的とする事務及び事業に関すること並びにその目的及び機能の一部に自然環境の保護及び整備が含まれる事務及び事業に関する自然環境の保護及び整備の観点からの基準等の策定並びに当該観点からの規制等に関すること。

## 沿革
- 1971年7月1日：環境庁発足に際して厚生省の国立公園部が移管され、自然環境局設置[6]。
- 2007年（平成19年）4月1日：自然環境計画課の生物多様性企画官を廃止し、生物多様性地球戦略企画室を設置。

## 組織
- 局長 
  - 総務課 
    - 調査官
    - （国民公園管理事務所）
      - 皇居外苑管理事務所
      - 京都御苑管理事務所
      - 新宿御苑管理事務所

    - 千鳥ケ淵戦没者墓苑管理事務所
    - 動物愛護管理室

  - 自然環境計画課
    - 生物多様性戦略推進室
    - 生物多様性主流化室
    - 生物多様性センター

  - 国立公園課
    - 国立公園利用推進室

  - 自然環境整備課
    - 温泉地保護利用推進室

  - 野生生物課
    - 鳥獣保護管理室
    - 希少種保全推進室
    - 外来生物対策室